# Lánao
El Lánao es un gran lago en las Filipinas, localizado en la provincia de Lánao del Sur, en la isla de Mindanao. Con una superficie de 340 kilómetros cuadrados, es el lago más grande en Mindanao y el segundo en las Filipinas.

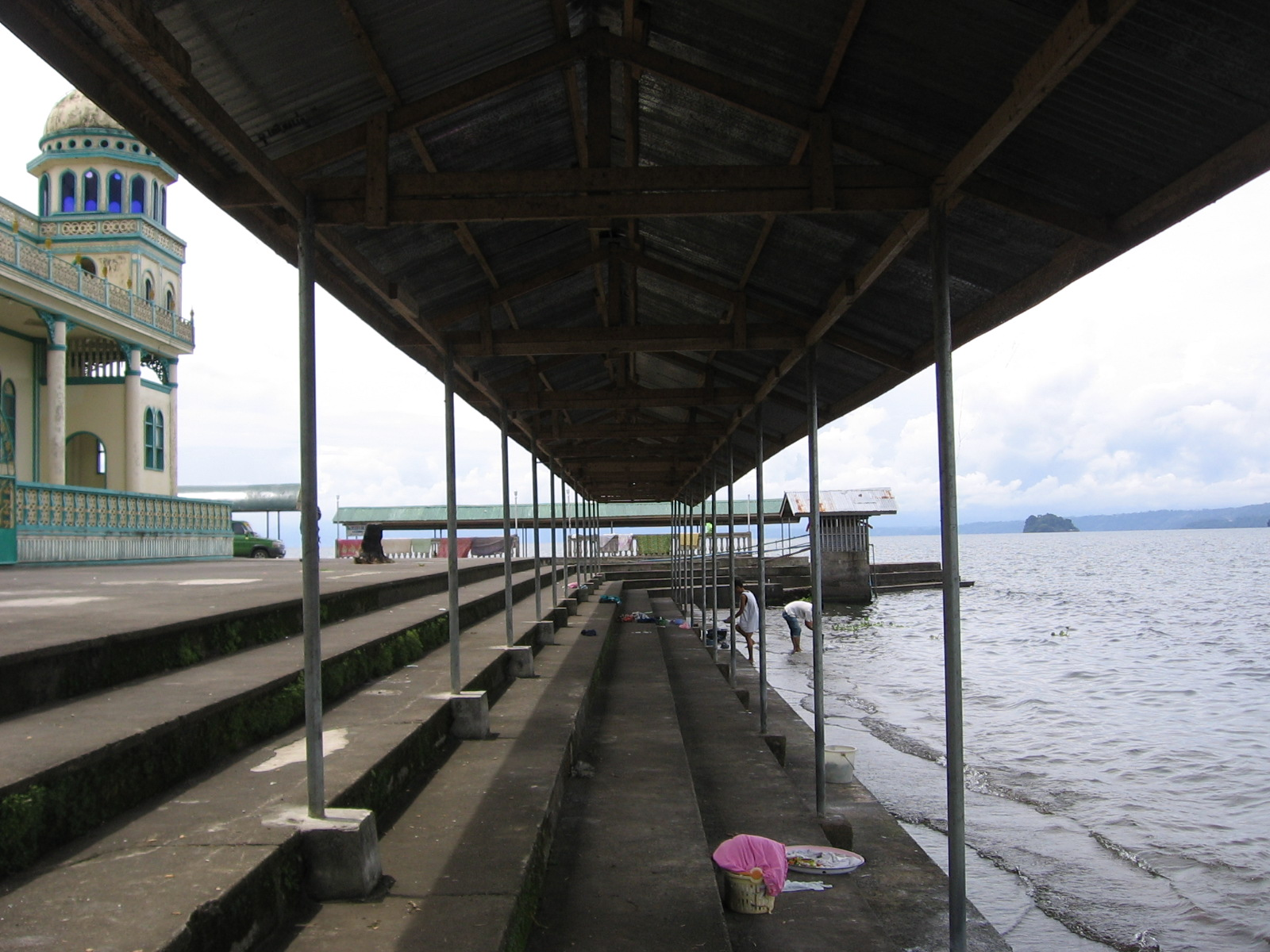
Bacólod Grande.

El lago se formó debido al bloqueo tectónico-volcánico de un valle en forma de tazón entre dos cadenas montañosas y al colapso de un gran volcán. Tiene una profundidad máxima de 112 metros, siendo la media de 60.3 metros. Esta profundidad es menor hacia el extremo norte del tazón, haciéndose progresivamente mayor al acercarse hacia el lado sur.
El lago es alimentado por cuatro ríos, siendo su única salida el río Agus, el cual fluye hacia el noroeste hasta la bahía Iligan a través de dos canales, uno sobre las cataratas de María Cristina y el otro sobre las cataratas Linamon. Una serie de plantas hidroeléctricas instaladas en el sistema del lago Lánao y el río Agus genera el 70 % de la electricidad utilizada por la población de Mindanao.
Por un tiempo se llamaba el lago Aranda en honor al gallego Manuel Aranda Rondón de Cuba, uno de los conquistadores de Marahui.

## Importancia natural
En el año 1992 el lago fue declarado patrimonio hidrológico por el Gobierno filipino. Es hogar de numerosas especies de peces de agua dulce y gran riqueza de plantas.

## Mitología
Hay una leyenda de los pueblos originarios del lago que cuenta como se creó este. Según ella, originariamente en la región no había ningún lago, sino un poderoso sultanato llamado Mantapoli. Llegó a ser tan próspero que su población creció muy rápidamente. Separado en dos regiones (Sebangan al este, y Sedpan al oeste), su población fue creciendo y desequilibrándose sin control, sobre todo en la zona oriental.
En aquel momento apareció el arcángel Diabarail y, de acuerdo con Alá, reunió a un grupo de ángeles y aprovechando un eclipse solar que éste produjo hizo desaparecer Mantapoli al completo por un gran agujero hacia el centro de la tierra.
Esta gran depresión que había dejado la región fue llenándose poco a poco de agua y terminaría siendo el lago Lánao. Antes de su configuración definitiva, el lago seguía creciendo y creciendo, de modo que tuvo que regresar el ángel Diabarail, al que Alá encargó que usase los vientos para detener su crecimiento descontrolado. Después de varios intentos, lo lograron, apareciendo el río Agus para dar salida al agua sobrante.
Es interesante observar que esta leyenda es muy similar a las relacionadas con el surgimiento de algunos lagos españoles, como el lago Sanabria o el lago de Arreo.